# Madonna Tadini
La Madonna col Bambino è un dipinto realizzato a tempera su tavola trasportato su tela di Jacopo Bellini, databile intorno al 1450 e conservato nella pinacoteca dell'Accademia Tadini a Lovere.

## Storia
Si ipotizza che l'opera provenisse inizialmente dal monastero agostiniano di Santa Maria degli Angeli a Murano dove le grandi dimensioni fanno pensare che fosse esposta in un ambiente pubblico come il parlatorio delle monache. Venne infatti citata nel 1808 da Giovanni Antonio Moraschi, la presenza di
Passerà in seguito al Monastero del Corpus Domini, dove le soppressioni e la spoliazione del convento faranno finire l'opera in collezione privata venendo poi successivamente acquistata nel 1812 dal conte Luigi Tadini per la propria raccolta d'arte .
L'opera ha subito più di un restauro, da segnalare quello di Luigi Cavenaghi del 1900, dove venne rimossa la pellicola pittorica dalla tavola e trasportata su tela. Viene in ultimo restaurata nel 2018 con il progetto "Restituzioni" di Intesa Sanpaolo.

## Descrizione e stile
Il dipinto è da considerare un momento di svolta nel percorso di Jacopo Bellini, che mostra alcuni aspetti ancora legati alla pittura di Gentile da Fabriano, ma qui aggiorna il proprio stile sulle novità rinascimentali elaborate a Padova, tra Donatello e Andrea Mantegna.
La Madonna, rappresentata frontalmente, si affaccia dietro un parapetto di marmo rosa e abbraccia delicatamente il Bambino, qui in piedi e benedicente, che indossa una collana con un grosso corallo rosso, elemento iconografico che allude al sangue versato durante la Passione.
Da un punto di vista compositivo, il dettaglio del libro in scorcio prospettico appoggiato sul parapetto in marmo sembra derivare dal "San Marco", opera firmata e databile intorno al 1448 di Andrea Mantegna.

Infine, su di un cartiglio fissato al parapetto si legge la firma dell’artista.